# ケプラー21
ケプラー21（英語: Kepler-21）は、地球から見てはくちょう座の方向に約350光年離れたところにある連星系である。ケプラー宇宙望遠鏡による観測から、周囲を公転する太陽系外惑星の存在が知られている。

## 特徴

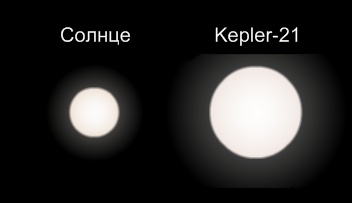
太陽（左）とケプラー21A（右）の大きさを比較した図

ケプラー21は、少なくとも複数の恒星から成る連星系である。元々は HD 179090 などの名称で知られていた恒星で、ケプラー宇宙望遠鏡による観測で太陽系外惑星を持つことが確認された恒星の中では、2018年に HD 212657（8.24等級）を公転する惑星がケプラー宇宙望遠鏡の延長ミッションである「K2」での観測から発見されるまで最も視等級が明るいものであった。
主星ケプラー21Aは、質量は太陽の約1.4倍、半径は約1.9倍となっており、形成されてから約26億年が経過しているとみられている。主系列星の段階を終えて準巨星へ進化したスペクトル分類が F6IV 型の恒星となっている。表面で発生するフレアによる増光が観測されており、このことから爆発型変光星であると考えられている。2011年に主星ケプラー21Aから約0.75秒角離れた位置に微かな伴星候補が観測され、2016年にその存在が伴星ケプラー21Bが存在していることが確かめられた。ケプラー21Bは質量が太陽の4割程度の赤色矮星であるとみられ、主星ケプラー21Aよりも約6等級暗い。地球上から観測した際のケプラー21Aからの射影上の距離は 87 au となっている。さらに2017年には、主星ケプラー21Aから 1.084 ± 0.050 秒角離れた位置に別の微かな伴星ケプラー21C (KOI-975 c) が存在していると報告された。この伴星はケプラー21Bよりもさらに暗く、推定される光度は非常に低質量の赤色矮星またはL型褐色矮星のいずれかに相当するとされている。

## 惑星系
2011年、ケプラー宇宙望遠鏡によるトランジット法での観測から、惑星が恒星の手前を通過した際にみられる減光が捉えられて惑星候補の一つに挙がった。その後2012年に、新たに得られた光度曲線データを分析した結果、これが惑星の通過であることが確認され、太陽系外惑星ケプラー21bの発見として報告された。2023年に公表された研究結果によると、ケプラー21bは地球の7.5倍の質量と1.64倍の半径を持つ岩石質の惑星であるとされており、密度は地球（5.5 g/cm3）よりも大きな 9.3 g/cm3 に達していると計算されている。非常に高密度な組成となっているので、ケプラー21bはガスの外層が恒星風や重力の影響で失われ、内部の金属が多い部分が露出した天体であると予想されている。主星からわずか約 0.04 au 離れた距離を3日弱という非常に短い公転周期で公転しているため、表面の平衡温度は 2,015 K（1,782 ℃）に達していると推定されている。
2024年には、主星ケプラー21Aのドップラー分光法による視線速度観測などのデータの分析から、ケプラー21bよりも遥か外側に大質量の太陽系外惑星候補ケプラー21cが存在している可能性が示唆された。不確実性が大きいが、分析結果からはケプラー21cの質量と公転周期について2通りの解が得られており、1つは公転周期は62.7年で質量が木星の4.0倍、もう一方は公転周期は70年で質量が木星の3.7倍というケースである。地球からの距離をガイア計画による年周視差測定から求められる108.5パーセクと仮定すると、主星からの距離は 17.7 au 程度で、2017年に提唱された惑星の質量と半径における関係を示した理論モデルに従うと半径は木星の1.16倍と推定されている。
| 名称 （恒星に近い順） | 質量            | 軌道長半径 （天文単位）  | 公転周期 (日)           | 軌道離心率 | 軌道傾斜角        | 半径                       |
| --------------------- | --------------- | ------------------------ | ----------------------- | ---------- | ----------------- | -------------------------- |
| b                     | 7.5 ± 1.3 M⊕    | 0.04340+0.00021 −0.00032 | 2.7858212 ± 0.0000032   | 0          | 83.20+0.28 −0.26° | 1.639+0.019 −0.015 R⊕      |
| c (未確認、ケース1)   | 4.0+2.4 −1.3 MJ | 17.7 ± 1.6               | 22885.5+18116.4 −7962.5 | —          | —                 | 1.16+0.24 −0.20（推定） RJ |
| c (未確認、ケース2)   | 3.7+2.5 −1.3 MJ | 17.7 ± 1.6               | 25567.5+19248.7 −9642.6 | —          | —                 | 1.16+0.24 −0.20（推定） RJ |